# Dular
Dular je priimek v Sloveniji, ki je ga po podatkih Statističnega urada Republike Slovenije na dan 1. januarja 2010 uporabljalo 340 oseb in je med vsemi priimki po pogostosti uporabe uvrščen na 1.085. mesto. Največ je Dularjev na Dolenjskem (Vavta vas), na Koroškem (pri
Kotljah – tam je stara gostilna Dular) in v Ljubljani (sem so se priselili v 20. stoletju). Priimek je na Dolenjskem oprt na pogostno ledinsko ime Dú; Dular naj bi bil prebivalec ali lastnik Dola. Posamezne rodovine izhajajo iz raznih Dul in si niso nujno v sorodu.

## Znani nosilci priimka
- Alenka Šivic Dular (*1946), primerjalna jezikoslovka - slavistka, univ. prof.
- Alojz Dular (1910—2000), rudar, partizan in politik
- Andrej Dular (*1953), etnolog, muzealec
- Anja Dular (*1950), arheologinja in bibliotekarka, vodja knjižnice Narodnega muzeja
- Boris Dular (*1954), kadrovski menedžer, sociolog, publicist
- France Dular (*1938), duhovnik, stolni kanonik (Novo Mesto)
- Franjo Dular (1860—1924), veterinar
- Jana Dular, pravnica[1], publicistka (o Afriki..)
- Janez Dular (1934—2017), fizik, elektrogospodarstvenik (1. direktor JE Krško)
- Janez Dular (*1943), slavist, jezikoslovec, leksikograf, politik
- Janez Dular (*1948), arheolog
- Janez Dular, glasbenik
- Jože Dular (1915—2000), književnik, etnološki raziskovalec, muzealec, zgodovinski publicist
- Jožef Dular, deželni poslanec (politik)
- Katja Dular, klinična psihologinja
- Lojze Dular (1903—2002), rudarski strokovnjak, energetik, vodja statistične službe pri SNOS?
- Lovorka Nemeš Dular, pianistka, klavirska pedagoginja, muzikologinja
- Marijan Dular (1910—2005), pravnik
- Marjan Dušan Dular (1928—2021), galerist
- Marko Dular (1936—1957), alpinist
- Matej Dular, jamar (mož Lovorke Nemeš Dular in sin jezikoslovca Janeza Dularja)
- Matevž Dular (*1979), strojnik, raziskovalec, prof. FS UL
- Metod Dular (1899—1990), ekonomist, profesor EF
- Milan Dular (1901—1980), gospodarstvenik (lj. velesejem), publicist, belgijski konzul
- Milan Dular (1929—2021), kemik, ekolog/hidrolog, univ. profesor
- Mirjam Dular (r. Galičič) (*1967), astronomka (in pisateljica)
- Neža Dular, pravnica, odvetnica, spec. za civilno pravo
- Nives Sulič Dular (*1954), etnologinja, prevajalka
- Sonja Dular, prevajalka, dramaturginja in publicistka
- Uroš Dular (*1941), pravnik, politični delavec